# جينينغز كلارك
جينينغز كلارك (بالإنجليزية: Jennings Clark)‏ (3 ديسمبر 1990 في الولايات المتحدة - ) هو لاعب كرة قدم أمريكي في مركز حراسة المرمى. لعب مع اوكلاهوما سيتي أنرجي.